# Гениальность
Гениа́льность (от лат. genius — «дух») — высший уровень интеллектуального или творческого функционирования личности, который проявляется в выдающихся научных открытиях или философских концепциях, технических или технологических изобретениях, социальных преобразованиях, создании художественных произведений, имеющих отдалённые последствия во многих областях культуры. О гениальности говорят, когда достижения расцениваются как новый этап в определённой сфере деятельности, считаются опережающими своё время, формируя зону ближайшего развития культуры. Традиционно (начиная с И. Канта) термин «гениальность» связывают с представлениями о таланте, однако многие авторы (например, Ч. Ломброзо, В. Гирш, А. В. Либин) систематически различают эти понятия.

## Этимология
В римской мифологии существовали гении — личные ду́хи человека. В связи с тем, что, как казалось, достижения отдельных индивидуумов указывали на наличие особо мощного гения, ко времени Октавиана Августа это слово начало приобретать второй смысл — «вдохновение, талант».

## Сущность гениальности
Также гениальность определяется как практическое воплощение врождённого высокого уровня творческого потенциала личности относительно других личностей, признанное обществом. Традиционно выражается в новых и уникальных творениях, признаваемых шедеврами, часто с опозданием. Иногда гениальность объясняют новым и неожиданным методологическим подходом к творческому процессу. В отличие от большинства талантливых индивидуумов, гений создаёт качественно новые творения, достигает революционных интеллектуальных результатов.
Как правило, гениальность подразумевает собой высокую скорость работы и продуктивность в какой-либо деятельности. Со времён эпохи Возрождения укоренилось общее представление о гениальности как особом роде вдохновения, побуждающего к новаторству в ремесле. С тех пор существует мнение, что гениальность требует универсальных интересов незаурядной личности.
В отличие от талантливых людей, многие гении, особенно сегодня, проявляют себя лишь в одной области (например, математике, поэзии или живописи), но универсальны в ней. Имея врождённые способности к эффективной деятельности в какой-либо из областей, гений, в отличие от просто высоко одарённого человека, создаёт качественно новые творения и открывает не изведанные ранее пути для творчества.
Гении часто обладают низким эмоциональным интеллектом , что приводит к шизофрении или биполярному аффективному расстройству. При этом выделяют «психотическую» гениальность, свойственную людям искусства, которую связывают с биполярным аффективным расстройством (маниакально-депрессивным психозом), когда болезнь способствует созданию гениальных работ. Впрочем, попытки обнаружить универсальные психопатологические аспекты личности гениальных людей несостоятельны: гениям присущи колоссальные индивидуальные различия в области своей деятельности, умений, интересов, культуры.
Европейский культ гениальности сопровождался становлением философии буржуазного индивидуализма, достигшей кульминации в период романтизма.
В XX веке феномен гениальности становится предметом множества социологических и физиологических исследований.

## Исследования
- Гончаренко Н. В. Гений в искусстве и науке. — М.: Искусство, 1991. — 432 с.
- Эфроимсон В. П. Генетика гениальности. — М.: Тайдекс Ко, 2002. — 376 с. — (Библиотека журнала «Экология жизни». Серия «Устройство мира»). — ISBN 5-94702-004-1.